# Spathius buonluoicus
Spathius buonluoicus är en stekelart som beskrevs av Sergey A. Belokobylskij 1995. Spathius buonluoicus ingår i släktet Spathius och familjen bracksteklar. Inga underarter finns listade i Catalogue of Life.